# Tunézia a 2024. évi téli ifjúsági olimpiai játékokon
Tunézia a dél-koreai Kangvonban megrendezett 2024. évi téli ifjúsági olimpiai játékok egyik részt vevő nemzete volt. Az ország – amely első alkalommal szerepelt téli ifjúsági olimpián – a játékokon 1 sportágban (bobban) 1 fiú és 2 lány sportolóval képviseltette magát.

## Érmesek
Tunézia egy ezüstéremmel zárta az ifjúsági olimpiai játékokat, ahol Jonathan Lourimi megszerezte hazája első téli ifjúsági olimpiai érmét.
| Érem  | Versenyző        | Sportág | Versenyszám |
| ----- | ---------------- | ------- | ----------- |
| Ezüst | Jonathan Lourimi | Bob     | Fiú monobob |

## Bob

### Fiú
| Versenyző        | Versenyszám | 1. futam | 1. futam | 2. futam | 2. futam | Összesítés | Összesítés               |
| Versenyző        | Versenyszám | Idő      | Hely.    | Idő      | Hely.    | Idő        | Hely.                    |
| ---------------- | ----------- | -------- | -------- | -------- | -------- | ---------- | ------------------------ |
| Jonathan Lourimi | Fiú monobob | 54,79    | 2.       | 55,17    | 3.       | 1:49,96    | 2. helyezett, ezüstérmes |

### Lány
| Versenyző      | Versenyszám  | 1. futam | 1. futam | 2. futam | 2. futam | Összesítés | Összesítés |
| Versenyző      | Versenyszám  | Idő      | Hely.    | Idő      | Hely.    | Idő        | Hely.      |
| -------------- | ------------ | -------- | -------- | -------- | -------- | ---------- | ---------- |
| Sophie Ghorbal | Lány monobob | 58,35    | 12.      | 57,96    | 8.       | 1:56,31    | 12.        |
| Beya Mokrani   | Lány monobob | 57,78    | 9.       | 58,50    | 12.      | 1:56,28    | 10.        |